# Physocephala carbonaria
Physocephala carbonaria är en tvåvingeart som först beskrevs av Jacques-Marie-Frangile Bigot 1887.  Physocephala carbonaria ingår i släktet Physocephala och familjen stekelflugor. Inga underarter finns listade i Catalogue of Life.